# Limnonectes asperatus
Limnonectes asperatus är en groddjursart som först beskrevs av Inger, Boeadi och Agustinus Taufik 1996.  Limnonectes asperatus ingår i släktet Limnonectes och familjen Dicroglossidae. IUCN kategoriserar arten globalt som nära hotad. Inga underarter finns listade i Catalogue of Life.